# Podarcis
Podarcis – rodzaj jaszczurek z rodziny jaszczurkowatych (Lacertidae).

## Zasięg występowania
Rodzaj obejmuje gatunki występujące w Europie, północnej Afryce i Azji Mniejszej.

## Morfologia
Długość ciała 50–80 mm, czasami do 90 mm, samce są większe od samic.

## Systematyka

### Etymologia
Podarcis (Podarces) (rodz. męski): gr. ποδαρκης podarkēs „szybkonogi”, od πους pous, ποδος podos „stopa, noga”; αρκεω arkeō „asystować, przyjść z pomocą”.

### Podział systematyczny
Do rodzaju należą następujące gatunki: 

- Podarcis bocagei (Lopez-Seoane, 1885)
- Podarcis carbonelli Pérez-Mellado, 1981
- Podarcis cretensis (Wettstein, 1952)
- Podarcis erhardii (Bedriaga, 1882) – murówka egejska
- Podarcis filfolensis (Bedriaga, 1876) – murówka maltańska
- Podarcis gaigeae (Werner, 1930)
- Podarcis galerai Bassitta, Buades, Pérez-Cembranos, Pérez-Mellado, Terrasa, Brown, Navarro, Lluch, Ortega, Castro, Picornell & Ramon, 2020
- Podarcis guadarramae (Boscá, 1916)
- Podarcis hispanicus (Steindachner, 1870) – murówka hiszpańska
- Podarcis ionicus (Lehrs, 1902)
- Podarcis latastei (Bedriaga, 1879)
- Podarcis levendis Lymberakis, Poulakakis, Kaliontzopoulou, Valakos & Mylonas, 2008
- Podarcis lilfordi (Günther, 1874) – murówka Lilforda
- Podarcis liolepis (Boulenger, 1905)
- Podarcis lusitanicus (Geniez, Sá-Sousa, Guillaume, Cluchier & Crochet, 2014)
- Podarcis melisellensis (Braun, 1877) – murówka adriatycka
- Podarcis milensis (Bedriaga, 1882) – murówka milojska[7]
- Podarcis muralis (Laurenti, 1768) – murówka zwyczajna[7]
- Podarcis peloponnesiacus (Bibron & Bory, 1833)
- Podarcis pityusensis (Boscá, 1883)
- Podarcis raffonei (Mertens, 1952)
- Podarcis siculus (Rafinesque-Schmaltz, 1810) – murówka ruinowa[7]
- Podarcis tauricus (Georgi, 1801)
- Podarcis thais (Buchholz, 1960)
- Podarcis tiliguerta (Gmelin, 1789)
- Podarcis vaucheri (Boulenger, 1905)
- Podarcis virescens Geniez, Sá-Sousa, Guillaume, Cluchier & Crochet, 2014
- Podarcis waglerianus Gistel, 1868